# Guerra Civil de El Salvador
A Guerra Civil de El Salvador foi uma guerra civil em El Salvador, entre 1979 e 1992, que foi travada entre o governo de El Salvador, apoiado pelos Estados Unidos, e a Frente Farabundo Martí de Libertação Nacional (FMLN), uma coalizão de grupos de guerrilha de esquerda apoiados pelo regime cubano de Fidel Castro e pela União Soviética. Um golpe em 15 de outubro de 1979, seguido de assassinatos governamentais de manifestantes, é amplamente visto como o início da guerra civil. A guerra não terminou formalmente até depois do colapso da União Soviética, quando, em 16 de janeiro de 1992, os acordos de paz de Chapultepec foram assinados na Cidade do México.
As táticas de contra insurgência implementadas pelo governo de Salvadorenhas frequentemente alvejavam civis. No geral, as Nações Unidas estimaram que os guerrilheiros da FMLN eram responsáveis por 5% das atrocidades cometidas durante a Guerra Civil, enquanto 85% foram cometidos pelas forças de segurança de Salvadorenhas.
A tensão no país aumentou a partir do golpe militar, que levou a Junta Revolucionaria de Gobierno (JRG) ao poder. Com o assassinato do arcebispo de San Salvador Óscar Romero, opositor ferrenho do novo regime, e outras 42 pessoas em seu funeral, iniciou-se uma guerra civil em larga escala.
Durante a guerra, forças rebeldes capturaram grandes extensões dos departamentos de Morazán e Chalatenango. O fim do conflito, mediante a assinatura dos Acordos de Paz de Chapultepec, em janeiro de 1992, permitiu a entrada oficial da FMLN no cenário político-eleitoral de El Salvador.
A Guerra Civil de El Salvador teve um efeito devastador sobre a população do país, deixando entre 60 e 80 mil mortos - dos quais cerca de 30 mil foram assassinados, 9 mil desaparecidos, além de um milhão de desabrigados e um milhão de exilados, e metade da população sofreu de Desnutrição e cerca de 2 mil pessoas morreram de inanição.

## Na mídia
Em 1986, o cineasta estadunidense Oliver Stone lançou o filme Salvador, no qual expõe sua visão sobre o conflito. Nele, reforça seu apoio aos revolucionários de esquerda, apesar de lamentar os assassinatos cometidos por estes. Também denuncia o apoio financeiros dos Estados Unidos a grupos paramilitares de direita e mostra o papel do arcebispo Óscar Romero que, apesar de não ter o apoio da Igreja Católica e da cúpula do Vaticano, colocou-se pela defesa dos direitos da população de campesinos e indígenas e na busca da justiça social e da democracia. O filme foi muito bem recebido pela crítica, mas foi ignorado pelo público, lucrando três vezes menos do que seu custo de produção nas bilheterias estadunidenses. De qualquer forma, Salvador foi reconhecido pela Academia de Artes e Ciências Cinematográficas, recebendo duas indicações ao prêmio Oscar e, desde então, se transformou num clássico cult do gênero thriller político.
Em 2004, o diretor de cinema Luis Mandoki, fez o filme Voces inocentes sobre a guerrilha enfocando a vida real de Oscar Torres, que aos 12 anos seria recrutado pelo militares. Misturando cenas fortíssimas com alguns momentos líricos, retrata muito bem o aliciamento e treinamento das crianças e a luta dos pais para sobreviver ao caos e salvar seus filhos.

## Ver Também
- Óscar Romero
- Dorothy Hennessey